# Trupanea brasiliensis
Trupanea brasiliensis är en tvåvingeart som beskrevs av Aczel 1953. Trupanea brasiliensis ingår i släktet Trupanea och familjen borrflugor. Inga underarter finns listade i Catalogue of Life.